# トマス・ベラシス (初代ファウコンバーグ伯爵、1699-1774)
初代ファウコンバーグ伯爵トマス・ベラシス（英語: Thomas Belasyse, 1st Earl Fauconberg、1699年4月27日 – 1774年2月8日）は、イギリスの貴族。ホイッグ党所属。

## 生涯
第3代ファウコンバーグ子爵トマス・ベラシスとブリジット・ゲージ（Bridget Gage、1732年11月18日没、第4代準男爵ジョン・ゲージの娘）の息子として、1699年4月27日に生まれた。1718年11月26日に父が死去すると、ファウコンバーグ子爵の爵位を継承した。
1733年9月25日、教区教会の礼拝に参加しなかったとして妻とともに召喚されたが、1737年2月3日に国教会を遵奉して宣誓した。
1738年から1760年までジョージ2世の寝室侍従を務め、1756年6月16日にグレートブリテン貴族であるヨークシャーにおけるニューバラのファウコンバーグ伯爵に叙された。
1774年2月8日にヨークシャーのニューバラ・ホール（Newborough Hall）で死去、22日にコックスウォルドで埋葬された。息子ヘンリーが爵位を継承した。

## 家族
1726年8月5日、キャサリン・ベンサム（Catherine Bentham、1760年5月29日没、ジョン・ベンサムの娘）と結婚、3男4女をもうけた。
- トマス（1727年4月22日埋葬）
- バーバラ（1761年10月29日埋葬） - 1752年、ジョージ・バーンウォール（George Barnewall、1711年頃 – 1771年6月、第3代バーンウォール子爵ニコラス・バーンウォールの息子）と結婚、子供あり
- キャサリン（1728年2月14日 – ?）
- トマス（1740年6月29日 – 1774年2月8日以前）
- メアリー（1804年1月27日没） - 1776年7月23日、トマス・エア（Thoams Eyre）と結婚
- アン（1768年9月13日没） - 1761年4月20日、フランシス・タルボット（Francis Talbot、第14代シュルーズベリー伯爵ジョージ・タルボットの弟）と結婚
- ヘンリー（英語版）（1742年 – 1802年） - 第2代ファウコンバーグ伯爵